# カレドン (バンド)
カレドン (Kaledon、1998年 - ）は、イタリアのパワーメタルバンドである。彼らの代表曲の一つである「The New Kingdom」のPVがインターネット上で公開され、パワーメタル（メロディックスピードメタル）というジャンルの中でも必須の要素であるクラシカルでかつパワフルなメロディ、ボーカルであるクラウディオ・コンティの異様なスタイルなどが話題となった。2007年10月にはクラウディオが脱退し、後任ボーカルとしてマルコ・パラッツィが加入している。

## メンバー

### 現在のメンバー
- アレックス・メーレ Alex Mele - (G)
- マルコ・パラッツィ Marco Palazzi - (Vo)
- トミー・ネメシオ Tommy Nemesio - (G)
- ダニエル・フリーニ Daniele Fuligni - (Key)
- パオロ・レッツィローリ Paolo Lezziroli - (B)
- デヴィッド・フォルチット David Folchitto - (Dr)

### 過去のメンバー
- クラウディオ・コンティ Claudio Conti - (Vo)
- ヨルグ・マイケル Jörg Michael - (Ds)
- Anthony Drago - (Vo)
- Daniele Staccini - (Ds)
- Dario Sacco - (Ds)

## ディスコグラフィー
- Spirit of the dragon I (Demo, 1999)
- Spirit of the Dragon II (Demo, 1999)
- God Says Yes I (Demo, 2000)
- God Says Yes II (Demo, 2001)
- Legend of the Forgotten Reign - Chapter I : The Destruction (2002)
- Legend of the Forgotten Reign - Chapter II : The King's Rescue (2003)
- Legend of the Forgotten Reign - Chapter III : The Way of the Light (2005)
  - 本作のレコーディング時に一時脱退していたデヴィッド・フォルチットの代役として、ストラトヴァリウスのヨルグ・マイケルがドラムを担当していた。
- Legend of the Forgotten Reign - Chapter IV : Twilight of the Gods (2006)
- Legend of the Forgotten Reign - Chapter V : A New Era Begins (2008)
- Legend of the Forgotten Reign - Chapter VI : The Last Night On The Battlefield (2011)
- Mightiest Hits (2012)
- Altor : The King's Blacksmith (2013)